# Lauwin-Planque

Lauwin-Planque este o comună în departamentul Nord, Franța. În 1 ianuarie 2022 avea o populație de 1.593 de locuitori.